# 山口弘敞
山口 弘敞（やまぐち ひろあきら）は、常陸牛久藩の第11代藩主。
文化9年（1812年）、第8代藩主・山口弘致の四男として生まれる。嘉永2年（1849年）12月18日、兄で第10代藩主の弘穀が嗣子無くして死去したため、その養子となって跡を継いだ。嘉永3年3月15日、将軍徳川家慶にお目見えする。同年12月16日、従五位下筑前守に叙任する。
藩政においては兄と同じように藩財政再建のため、新田開発や干鰯の貸付を奨励するなどした改革を行い、成功させている。文久2年（1862年）6月14日に死去した。享年51。跡を長男の弘達が継いだ。

## 系譜
父母
- 山口弘致（実父）
- 山口弘穀（養父）

正室
- 源 ー 本多忠升の娘

子女
- 山口弘達（長男）生母は源（正室）

養女
- 松平浪之助室 ー 天野重教の娘